# Rudolfov
Rudolfov är en stad i Tjeckien.   Den ligger i regionen Södra Böhmen, i den centrala delen av landet, 120 km söder om huvudstaden Prag. Rudolfov ligger 480 meter över havet och antalet invånare är 2 384.
Terrängen runt Rudolfov är lite kuperad, och sluttar västerut. Runt Rudolfov är det tätbefolkat, med 343 invånare per kvadratkilometer. Närmaste större samhälle är České Budějovice, 5,3 km väster om Rudolfov. Omgivningarna runt Rudolfov är en mosaik av jordbruksmark och naturlig växtlighet.